# 500 (juego)
500 o quinientos es un juego de bazas desarrollado en Estados Unidos a partir del euchre. El euchre se extendió a un juego de 10 cartas con pujas y un contrato de misère similar al preferans ruso, produciendo un juego de tres jugadores muy reñido como el preferans y un juego de cuatro jugadores jugado en parejas como el whist, que es la forma moderna más popular, aunque con barajas especiales puede ser jugado por hasta seis jugadores.
Surgió en Estados Unidos antes de 1900 y fue promovido por la US Playing Card Company, que registró los derechos de autor y comercializó una baraja con un conjunto de reglas en 1904. La US Playing Card Company lanzó la tabla de puntuación avondale mejorada para eliminar las irregularidades en las pujas en 1906. El 500 es un juego de cartas social y fue muy popular en Estados Unidos hasta alrededor de 1920, cuando primero el bridge de subasta y luego el bridge de contrato lo hicieron perder popularidad. Sigue siendo popular en Ohio y Pensilvania, donde se ha enseñado a lo largo de seis generaciones en toda la comunidad, y en otros países: Australia, Nueva Zelanda, Canadá (especialmente Ontario y Quebec) y Shetland. A pesar de su origen estadounidense, el 500 es el juego de cartas nacional de Australia.

## Configuración
De las muchas variantes de 500, la baraja estándar contiene 43 naipes: se incluye un comodín (a veces dos, en cuyo caso el comodín negro gana al rojo), y se eliminan los 2, los 3 y dos de los 4. O bien se eliminan los dos 4 negros, o  se eliminan el 4 de picas y el 4 de diamantes, en cuyo caso el 4 que coincide con el color del palo de triunfo también se considera un palo triunfo, de modo que siempre hay 13 cartas de triunfo (14 si se utilizan dos comodines). Se reparten cartas a cada uno de los cuatro jugadores y tres (cuatro con dos comodines) se reparten boca abajo sobre la mesa para formar el kitty (también conocido como la viuda, la ciega o la carta oculta). También se puede utilizar una baraja de 45 cartas (46 con dos comodines), en cuyo caso no se retiran los 4. Cada jugador sigue recibiendo una mano de 10 cartas, pero el kitty aumenta a cinco cartas (seis con dos comodines). 
Los jugadores juegan por parejas, normalmente enfrentados. Tradicionalmente, se reparte un mazo de tres cartas a cada jugador, una al kitty, un mazo de cuatro a cada jugador, una al kitty, un mazo de tres a cada jugador, una al kitty o con una baraja de 45 cartas: el reparto se realiza repartiendo tres cartas a cada jugador, luego colocando tres cartas en el kitty, cuatro cartas a cada uno y dos al kitty, y luego tres. En algunas versiones, si un jugador no recibe una carta descubierta, se considera que ha repartido mal y puede ser necesario volver a repartir.
Al igual que en el euchre, en los palos que no son triunfo, el orden de las cartas de mayor a menor es el siguiente
A, K, Q, J, 10, 9, 8, 7, 6, 5, (4).
En el palo de triunfo, el orden es (de mayor a menor):
Comodín, la J del palo de triunfo, la J del mismo color, A, K, Q, 10, 9,..., 5, (4).
Por ejemplo si los diamantes son palos de triunfo entonces el orden en los diamantes es el siguiente (desde el más alto):
comodín, ♦J, ♥J, A, K, Q, 10, 9,..., (4).
La J del palo de triunfo se llama right bower. La J del palo del mismo color que el palo de triunfo se denomina left bower y se considera parte del palo de triunfo. El comodín se conoce a veces como best bower en referencia a las J del palo de triunfo.
Bower es un anglicismo del alemán bauer, palabra que significa granjero, campesino o peón. Este nombre se utiliza a menudo para referirse a la J de los juegos alemanes.

## Puja
Tras el reparto de cartas, los jugadores se turnan para pujar o pasar. Una puja indica el número combinado de bazas que el postor cree que harán él y su compañero y el palo que será triunfo en esa mano, o que no habrá palo de triunfo. Por ejemplo, una puja de "siete picas" (7♠) indica que el jugador pretende ganar siete o más bazas con picas como palo de triunfo, mientras que una puja de "siete sin triunfo" (7NT, abreviación del inglés "7 no-trump") indica que el jugador pretende ganar siete o más bazas sin palo de triunfo (en cuyo caso el único triunfo es el comodín).
La subasta comienza en el nivel 6. Un jugador puede decidir no pujar o pasar. La puja se realiza en el sentido de las agujas del reloj alrededor de la mesa, y cada jugador pasa o hace una puja de mayor puntuación. Un jugador que pasa no puede pujar posteriormente en esa mano.
Un jugador que ha pujado sólo puede volver a pujar en esa mano si ha habido una puja intermedia de otro jugador. Sin embargo, en algunas variantes, un jugador que ha pujado y no ha pasado siempre puede volver a pujar en esa mano.
El orden de antigüedad de los palos en la puja (de menor a mayor, como se refleja en las puntuaciones que aparecen a continuación) es el siguiente:
♠, ♣, ♦, ♥, sin triunfo.
Por lo tanto, por ejemplo, un jugador que puja 7♣ puede ser superado por otro que puje 7♦ o 7♥, pero no siete picas. Una puja "sin triunfo" vence a cualquier puja con palo del mismo número. Finalmente, todos los jugadores menos uno pasan y se decide la puja.
En el juego estadounidense, sólo hay una ronda de pujas y cada jugador tiene una oportunidad, por turno, de pujar o pasar. Además, en el juego estadounidense, una puja de seis se denomina inkle. Un jugador que puja inkle de picas normalmente está indicando a su compañero que tiene algunas picas pero no las suficientes para pujar siete. No puede ganar la subasta con un inkle. Si la subasta no llega a 7, se barajan de nuevo las cartas. Sólo los dos primeros jugadores pueden hacer inkle.
Si nadie hace una puja, hay múltiples variantes. Lo más habitual es declarar muerta la mano y volver a barajar y repartir. Esto sólo puede repetirse dos veces, tras lo cual la mano pasa al siguiente jugador. Alternativamente, el juego se realiza sin pujas, lo que significa que la ronda se juega sin palo de triunfo, y la puntuación es de diez puntos por baza. Otras variantes incluyen que el juego pase al siguiente jugador (sin barajar); o que si nadie más hace una puja, la banca tenga que hacer una puja.
El jugador que hace la puja ganadora recoge el kitty. Este jugador ordena su mano y descarta las tres (o cinco en el caso de una baraja de 45 cartas) cartas menos útiles (posiblemente incluyendo las cartas recogidas del kitty), y las coloca boca abajo; las cartas descartadas ya no juegan ningún papel en la mano.

### Misere y misere abierta
La misère (también llamada "misere") y misère abierta son dos contratos especiales en 500. Una puja misere (también llamada nullo o similar) significa que el jugador que puja intenta no ganar ninguna baza. Si se juega con un compañero, éste retira sus cartas y no participa en la ronda. Misère es la palabra francesa que significa ‘pobreza extrema’. La misere vale 250 pts. y se suele colocar entre 8♠ y 8♣ en la puja. Se puede pujar cuando la subasta alcanza el nivel 7.
La misere abierta es lo mismo que una misere, salvo que el jugador que juega esta baza debe revelar todas sus cartas a sus oponentes después de la primera baza. También se llama misere Lay Down. Suele valer 500 y se coloca entre 10♦ y 10♥. Puede pujarse en cualquier momento, incluso como primera puja.
El valor y la precedencia de la misere abierta pueden variar. Por ejemplo, también puede valer 330 y colocarse entre 8NT y 9♠.

### Pujas no estándar
- J5 es una versión especial de un palo sin triunfo en la que una J sustituye al A como carta más alta de su respectivo palo, manteniendo las reglas en línea con un juego de palo. El comodín sigue siendo la única carta de triunfo, y se siguen aplicando las reglas normales acordadas para su uso. En un juego de J5 no hay bazas inferiores (por ejemplo, la J de diamantes no se considera un corazón, etc.). Las demás cartas siguen su jerarquía típica.
- La misere ciega es lo mismo que la misere, salvo que la puja debe pedirse antes de que el jugador vea sus cartas.
- El doble nullo es una variante estadounidense en la que ambos jugadores del equipo que puja juegan y no deben ganar ninguna baza. También se denomina grand nullo, que a menudo se convierte en granola. Un jugador puede pedir doble nullo aunque el otro pase. En este caso, el jugador que pide el nullo atrae a su compañero y ambos deben jugar sin llevarse ninguna baza. La persona que pide doble nullo coge el kitty y da las cinco cartas que quiere descartar a su compañero. A continuación, su compañero debe coger esas cinco cartas y elegir las que quiere conservar y descartarse del resto.
- Shields doble es una variante de doble nullo en la que una pareja del equipo que puja juega su mano abierta (después de la baza inicial).
- Patastrophe es una misere abierta en la que juegan las dos parejas del equipo que hace la puja, y en la que las dos parejas que llaman juegan su mano abierta (después de la primera baza). Patastrophe vale 1000 puntos.
- La versión Wilkinson de la misere se acuerda antes del comienzo de la partida y se puja como tal: La misere cerrada puede ofrecerse en cualquier momento (incluso como primera puja), pero se juega abierta, y la misere abierta también puede ofrecerse de la misma manera, pero se juega abierta y sin el kitty.
- La puja Hi/Lo o 5 y 5 significa que un jugador pretende ganar 5 bazas y perder 5 bazas en la mano. El juego suele valer 350 puntos y, por tanto, supera una puja de 9♠ o 9♣, pero no una de 9♦ o 9♥. El juego es similar al sin triunfo en que el comodín es la única carta de triunfo y sólo puede usarse si el jugador no puede seguir el palo de otra manera. Cuando se pide Hi/Lo, el compañero del postor retira sus cartas y no participa en la mano. En Australia también se denomina Even Stevens.
- Ralphing es cuando una persona que puja consigue set por más de 3 bazas (es decir, una persona gana la puja con 9♥ pero sólo se lleva 6, o puja nullo y se lleva 3 o más bazas). En el caso de que una persona sea Ralphed, no se le permite pujar en la siguiente mano. El nombre viene de una persona que sobrepujaba repetidamente y perdía terriblemente cada vez. La regla se instituyó para que otros pudieran ganar pujas.
- Slam: John McLeod afirma que existe una variante en la que el declarante, después de recoger el kitty, puede pedir una mano de slam. El compañero del jugador que pide el slam pasa una sola carta a su compañero y luego retira su mano y no juega.[6] El jugador que pidió el slam debe descartarse hasta que sólo le queden 10 cartas antes de empezar a jugar. A continuación, debe ganar las diez bazas. Vale 500 si hay triunfo y 520 si no hay palo de triunfo.[6]

## Como jugar
El juego se centra en las bazas. La iniciativa comienza con el jugador que ganó la puja. Los jugadores deben seguir el palo si pueden (esto incluye el left bower o cualquier otra carta que se considere palo de triunfo, si se lleva triunfo). Si un jugador ya no tiene ninguna carta del palo que ha salido, puede jugar cualquier carta de su mano. Después de que los cuatro jugadores hayan jugado una carta, el palo de triunfo más alto se lleva la baza. Si no se juega ningún triunfo, gana la baza la carta más alta del palo dominante. El ganador de la baza toma la iniciativa en la baza siguiente. Una vez jugadas las diez bazas, se puntúa la mano. El jugador situado a la izquierda del anterior reparte para la siguiente mano, de modo que el reparto se mueve en el sentido de las agujas del reloj alrededor de la mesa.

### Comodín
El comodín es siempre la carta más alta. Si hay palo de triunfo, el comodín es la carta más alta. Si no hay triunfos (incluida la misere), el comodín sólo se puede jugar cuando el jugador no puede seguir el palo. Cuando se lleva el comodín, un jugador puede "nominarlo" en un palo. Los demás jugadores deben seguir el palo elegido. El comodín puede ser llevado en cualquier momento y nominado a cualquier palo incluso si el jugador tiene cartas en el palo.

## Variaciones
Existen variaciones de las reglas relativas al tamaño de la baraja, el uso del comodín, la puja después de pasar, etc.

### Pujar después de pasar
Algunos dicen que está permitido pujar después de pasar si alguien cambia el palo de su puja.

### Aumento de la oferta propia por parte del ganador
Algunos interpretan que el ganador de la subasta puede subir su puja. Si cambia de palo (o no tiene triunfo) los demás jugadores pueden volver a pujar. Si sólo sube su puja sin cambiar de palo, los demás jugadores no pueden volver a pujar. Además es una convención común que, si sólo un jugador participa en la subasta (los demás jugadores pasan), no puede subir su puja.

### Comodín en el "sin triunfo"
El uso del comodín en los sin triunfo (incluida la misere) puede variar. En algunas versiones, un jugador puede liderar una baza con el comodín nombrando el palo a seguir, pero no puede nombrar un palo en el que el jugador haya afirmado previamente que es nulo. En algunas variantes, un jugador no puede "renegar" con el comodín, es decir, usarlo como carta de un palo en el que el jugador ya haya afirmado que es nulo (a menos que el comodín sea la única carta en la mano del jugador). En algunas variantes, el comodín sólo puede jugarse como primera o última carta de un palo.

### Walker Ultimate500
Una variación en la que el equipo/jugador ganador debe ganar exactamente 500 puntos. La partida se juega de forma normal, con la regla adicional de que con 1000 puntos (como 500 puntos negativos) se pierde la partida. Se deben jugar peggings (o Scab Points). Esta variación normalmente (no siempre) resulta en una partida más larga y genera pujas y juego más complejos.

### Misere
Las variantes locales pueden excluir la misere abierta, la misere o ambas.

### Variante francocanadiense
Una variante para cuatro jugadores que utiliza dos comodines (bonhommes) y una baraja estándar de 52 cartas despojada de 2 y 3. El comodín blanco (la blanche) se considera más fuerte. Se reparten 10 cartas a cada jugador en tandas de 3-3-4. Cuando se pasan 3, pasan otras 3. Cuando se pasan 3, otras 3 van al kitty (chatte, centro de la mesa). Tras el reparto, debe haber 6 cartas en el centro. En algunas variantes, la última carta que se coloca en el kitty se pone boca arriba para que todos los jugadores puedan verla.
El jugador atacante toma el kitty y descarta seis cartas de su elección, y ningún otro jugador puede verlas. La puja se realiza de acuerdo con la otra variante, y se puede permitir la misere (nulot).  La petite o misere equivale a 500 puntos y sólo puede ser superada por 8NT, mientras que la grosse o misere abierta vale 1000 puntos y sólo puede ser superada por 10NT (esta última se distingue en que todas las cartas se colocan boca arriba sobre la mesa).
El juego se desarrolla hasta un total de 1000 puntos. Si un equipo no cumple su contrato, los puntos se suman al total del otro equipo. Nunca se restan puntos.

### Regla desetting
El juego puede jugarse con una variante estándar conocida como setting. Un oponente es set cuando no cumple un contrato con un número predeterminado de pujas. El sistema de puntos y la puntuación se mantienen según la norma, pero un oponente al que se le adjudica el kitty y posteriormente es set no puede pujar en la siguiente ronda. Tenga en cuenta que sólo el jugador al que se le adjudica el kitty (no todos los jugadores del equipo) no puede pujar en la siguiente ronda. En el caso de que se produzca un set durante una doble misere, el jugador que toque primero el kitty no podrá pujar en la siguiente ronda.
Normalmente, el set se produce con una baza más de la que es realmente necesaria para romper el contrato del equipo que puja. En otras palabras, 5 bazas en una puja de 7 bazas, 4 bazas en una puja de 8 bazas, 3 bazas en una puja de 9 bazas, 2 bazas en una puja de 10 bazas. Sin embargo, en el caso de la misere, la misere abierta y la doble misere, siempre se produce un set en 3 bazas.

### Regla delbreach(relacionada con la regla desetting)
El breach indica que un equipo que no puja tiene la intención de romper el contrato de un equipo que puja con al menos una baza más de las necesarias para romper el contrato. A diferencia de la regla de setting, breach debe ser anunciada en cada mano y da lugar a una puntuación adicional. Normalmente, breach no se juega cuando se utiliza la regla de setting.
Un solo jugador de un equipo que no haya pujado puede pedir breach del contrato de otro equipo después de haber pujado con éxito por un contrato de siete bazas (o más). La petición de breach puede hacerse antes o después de que el equipo contratante recoja el kitty, pero debe hacerse antes de que comience el juego. Normalmente, el breach se produce con una baza más de la necesaria para romper el contrato del equipo que puja. En otras palabras, 5 bazas en una puja de 7 bazas, 4 bazas en una puja de 8 bazas, 3 bazas en una puja de 9 bazas, 2 bazas en una puja de 10 bazas. Sin embargo, en el caso de la misere, la misere abierta y la doble misere, el breach siempre se produce a las 3 bazas.
Una llamada por incumplimiento puede dar lugar a tres escenarios diferentes:

#### Ganar/perder
Si el equipo que puja cumple con éxito su contrato, recibe todos los puntos de la oferta original, y el equipo que solicita el incumplimiento pierde puntos.

#### Perder/perder
Si el equipo que puja no cumple su oferta, pero el equipo contrario no toma el número necesario de bazas para realizar un breach, entonces el equipo que puja pierde el valor en puntos de la oferta original, y el equipo que llama al breach pierde el valor predeterminado de la llamada a breach.

#### Perder/ganar
Si el equipo que puja pierde su oferta por el número de bazas preestablecido, entonces el equipo que puja pierde los puntos del contrato, y el equipo que pide el breach gana el valor predeterminado de la llamada a breach.
Dado que el incumplimiento no se considera una puja real, un equipo no puede ganar o perder ("salir por la puerta de atrás") basándose en los puntos ganados o perdidos por una llamada a breach.
Un jugador que pide breach pero no cumple las condiciones del breach (escenario ganar/perder o perder/perder) no puede pujar en la siguiente ronda. Un jugador que pide un contrato de siete bazas pero un adversario llama a breach de manera exitosa (situación de perder/ganar) no puede pujar en la siguiente ronda.

### Regla del diferencial de puntos
Una variación de la regla del marcador, la regla del diferencial de puntos, pone fin al partido cuando un equipo tiene un marcador negativo y el otro positivo, lo que da lugar a un diferencial de puntos de 500 o más puntos.

## Versiones para 2-6 jugadores
Existen variaciones, con las correspondientes adiciones o deducciones a la baraja, para jugar 500 a tres, cinco o seis manos. A tres manos no se forman equipos, a cinco manos los equipos rotan y cada jugador juega un turno sin pareja, a seis manos se puede jugar con tres equipos de dos o con dos equipos de tres. El 500 a seis manos requiere una baraja especial con 63 cartas.

### 500 a dos manos
El 500 a dos manos se juega con una baraja de 43 cartas como en el juego estándar. Mientras que en el juego estándar, que incluye parejas, en el juego a dos manos cada jugador juega tanto la mano que se le reparte como la de su pareja, que se reparte en la mesa. El reparto es el mismo que en el juego estándar, excepto que las manos de los compañeros se reparten en la mesa de modo que tengan 5 cartas boca abajo, cada una cubierta por una carta boca arriba (para dar un total de 10 cartas). La puja es la misma que en el juego estándar, salvo que, por lo general, no se permite misere. El kitty se utiliza sólo con la mano del jugador y no se pueden intercambiar cartas entre las manos. El orden de juego es el mismo que en el juego estándar. Después de cada baza, las cartas descubiertas boca abajo de la mano del compañero se dan la vuelta y se descubren. El juego continúa con las cartas de la mano que ganó la última baza.
También se puede jugar a tres manos, pero con una mano muerta.
Una versión alternativa se juega con la baraja estándar de 52 cartas. A cada jugador se le reparten diez cartas y luego se exponen 8 cartas más sobre la mesa. Cada jugador elige una de estas cartas para añadirla al kitty. No se utilizan comodines y la puja es estándar. Una vez ganada la puja, el jugador defensor añade una de las cartas expuestas restantes a su mano y descarta una carta no deseada. Las cartas expuestas restantes se añaden al montón de cartas muertas.
Una variante adicional es utilizar un mazo de juego estándar de 45 (o 43) cartas y hacer que los jugadores se alternen para robar cartas del mazo central. El kitty se aparta de antemano y, por turnos, los jugadores roban una carta, eligen quedársela o descartarse de ella y, a continuación, se descartan o se quedan con la siguiente carta, realizando la acción contraria a la realizada con la carta anterior.

### 500 a tres manos
El 500 a tres bandas se juega con una baraja de 33 cartas (un comodín y una "baraja piquet", es decir, cartas de 2, 3, 4, 5 y 6 eliminadas de las 52 cartas estándar). El reparto, la puntuación y el juego son los mismos que en el juego estándar. La variante más común se da en la subasta, en la que se puede pedir misere antes de pedir siete bazas. Esta variante está permitida debido a la relativa rareza de las ofertas de siete bazas fuera del juego por equipos. La misere abierta puede pujarse de forma similar. Alternativamente, el juego puede jugarse con la baraja estándar (45 o 43 cartas) con una mano repartida boca abajo, que permanece intacta durante la partida (la llamada mano muerta). La estrategia común es que los dos jugadores que no tienen éxito en la puja formen una alianza temporal en un intento de forzar al otro jugador a perder su puja.

### 500 a cinco manos
Otra variante permite jugar a cinco jugadores. Se utilizan todas las cartas de una baraja (aunque sólo un comodín) para que cada jugador pueda recibir diez cartas. La puja comienza a la izquierda del repartidor, y funciona por el mismo sistema que el 500 normal. El jugador que gana la puja puede elegir ir solo (ir por su cuenta – sin pareja para esta mano) o puede elegir una carta (el comodín no se puede elegir) para elegir una pareja. Normalmente se elige uno de los arcos, u otra carta alta; sin embargo, algunas variantes impiden que se pueda pedir cualquier carta de triunfo. Hay dos versiones de esta variante. En una, el jugador que posee la carta elegida anuncia que la tiene y se convierte en el compañero del pujador para esa ronda. En la otra, incluso el jugador que gane la puja no sabrá quién es su pareja hasta que se juegue la carta elegida (aunque la carta elegida podría ser una carta que el propio pujador tenga, es decir, que no haya elegido pareja). Tenga en cuenta que la pareja suele cambiar en cada ronda. Los tres jugadores restantes juegan contra la pareja. El jugador que ha ganado la puja juega la primera carta.
La puntuación de esta variante utiliza los mismos valores que la de 500 normal. Si la pareja gana el número de bazas requerido, ambos recibirán puntos (puntos enteros cada uno o medios puntos cada uno, dependiendo de la variante), y si no lo hacen, ambos perderán puntos (enteros o medios). Si uno de los tres jugadores restantes gana una baza, recibirá diez puntos. En esta variante no se suele permitir ni la misere ni la misere abierta, ya que es demasiado fácil de ganar. Como la asociación cambia en cada ronda, no hay equipos fijos y cada jugador juega para sí mismo. Esto añade dinamismo, y surgirán nuevas estrategias.

### 500 a seis manos
La United States Playing Card Company creó barajas especiales para jugar a 500 con seis manos, utilizando un total de 63 cartas. Además de utilizar las 52 cartas de la baraja de póquer estándar, más un comodín, estas barajas incluían 11, 12 y 13 rojas (una variación de sus barajas de 61 cartas, sin 13 rojas, patentada en 1881, que se había vendido con reglas para un precursor de 500, y actualizada en 1897 para incluir 13 rojas). Cada jugador recibe 10 cartas, y el kitty recibe 3. Los jugadores sentados en posiciones alternas alrededor de la mesa forman dos equipos de tres jugadores cada uno (o tres equipos de dos, en Cut Throat Six-Handed 500). Estas barajas también las fabrican Queen's Slipper, Piatnik y Cartamundi. Una variante consiste en utilizar dos comodines, el blanco y el negro de mayor valor.

## Control de la puntuación
El objetivo es que el equipo que gane la puja se lleve al menos tantas bazas como haya pujado. Si la apuesta más alta es 8♥, el equipo gana la mano si consigue 8, 9 o las 10 bazas y recibe puntos según la tabla siguiente. En las reglas originales no hay bonificaciones por exceso de bazas (bazas por encima del número ofrecido). Si no consiguen su puja, se resta el mismo número de puntos de su puntuación. Independientemente de que el equipo ganador consiga o no su puja, el equipo contrario recibe 10 puntos por cada baza que se lleve. Un equipo gana la partida anotando al menos 500 puntos; si dos equipos anotan 500 o más en la misma mano, uno ganando su puja contratada y el oponente ganando algunas bazas, sólo el equipo que gana la puja gana la partida ("sale por la puerta grande"), aunque algunas versiones australianas (ver más abajo) sostienen que ganar la partida en cualquier momento requiere ganar una puja. Las reglas originales (con copyright de 1904), de la U.S. Playing Card Co., dicen: "Si algún jugador pierde durante el juego de una mano, no se juega el resto de la mano, a menos que el postor pueda ganar", lo que significa que el primer jugador que consiga 500 puntos gana, a menos que el postor (también llamado hacedor o declarante) consiga 500 puntos más tarde en la misma mano. Un equipo cuya puntuación baje a -500 puntos o menos (lo que se conoce como "set back 500 puntos") pierde la partida. Esto también se conoce como "salir por la puerta de atrás" o "salir al revés".

### Avondale
La siguiente tabla es la convención de puntuación (y precedencia de ofertas) avondale más utilizada
| Bazas          | Picas                                                                                       | Tréboles                                                                                    | Diamantes                                                                                   | Corazones                                                                                   | No Trump                                                                                    |
| -------------- | ------------------------------------------------------------------------------------------- | ------------------------------------------------------------------------------------------- | ------------------------------------------------------------------------------------------- | ------------------------------------------------------------------------------------------- | ------------------------------------------------------------------------------------------- |
| 6 bazas        | 40                                                                                          | 60                                                                                          | 80                                                                                          | 100                                                                                         | 120                                                                                         |
| 7 bazas        | 140                                                                                         | 160                                                                                         | 180                                                                                         | 200                                                                                         | 220                                                                                         |
| 8 bazas        | 240                                                                                         | 260                                                                                         | 280                                                                                         | 300                                                                                         | 320                                                                                         |
| 9 bazas        | 340                                                                                         | 360                                                                                         | 380                                                                                         | 400                                                                                         | 420                                                                                         |
| 10 bazas       | 440                                                                                         | 460                                                                                         | 480                                                                                         | 500                                                                                         | 520                                                                                         |
| Slam           | 250 para contratos por debajo de 250 puntos, normal para contratos por encima de 250 puntos | 250 para contratos por debajo de 250 puntos, normal para contratos por encima de 250 puntos | 250 para contratos por debajo de 250 puntos, normal para contratos por encima de 250 puntos | 250 para contratos por debajo de 250 puntos, normal para contratos por encima de 250 puntos | 250 para contratos por debajo de 250 puntos, normal para contratos por encima de 250 puntos |
| Misere         | 250                                                                                         | 250                                                                                         | 250                                                                                         | 250                                                                                         | 250                                                                                         |
| Misere abierta | 500                                                                                         | 500                                                                                         | 500                                                                                         | 500                                                                                         | 500                                                                                         |
| Misere ciega   | 1000                                                                                        | 1000                                                                                        | 1000                                                                                        | 1000                                                                                        | 1000                                                                                        |

### Original
| Bazas          | Picas                                                                             | Tréboles                                                                          | Diamantes                                                                         | Corazones                                                                         | No Trump                                                                          |
| -------------- | --------------------------------------------------------------------------------- | --------------------------------------------------------------------------------- | --------------------------------------------------------------------------------- | --------------------------------------------------------------------------------- | --------------------------------------------------------------------------------- |
| 6 bazas        | 40                                                                                | 80                                                                                | 120                                                                               | 160                                                                               | 200                                                                               |
| 7 bazas        | 60                                                                                | 120                                                                               | 180                                                                               | 240                                                                               | 300                                                                               |
| 8 bazas        | 80                                                                                | 160                                                                               | 240                                                                               | 320                                                                               | 400                                                                               |
| 9 bazas        | 100                                                                               | 200                                                                               | 300                                                                               | 400                                                                               | 500                                                                               |
| 10 bazas       | 120                                                                               | 240                                                                               | 360                                                                               | 480                                                                               | 600                                                                               |
| Slam           | 250 para contrato por debajo de 250 puntos totales, normal para por encima de 250 | 250 para contrato por debajo de 250 puntos totales, normal para por encima de 250 | 250 para contrato por debajo de 250 puntos totales, normal para por encima de 250 | 250 para contrato por debajo de 250 puntos totales, normal para por encima de 250 | 250 para contrato por debajo de 250 puntos totales, normal para por encima de 250 |
| Misere         | 250                                                                               | 250                                                                               | 250                                                                               | 250                                                                               | 250                                                                               |
| Misere abierta | 500                                                                               | 500                                                                               | 500                                                                               | 500                                                                               | 500                                                                               |
| Misere ciega   | 1000                                                                              | 1000                                                                              | 1000                                                                              | 1000                                                                              | 1000                                                                              |

### Variante "perfecta"
La puntuación de cada familia de bazas se reduce en 20 puntos (véase la tabla siguiente), lo que hace que 10NT (la puja más alta) valga exactamente 500 puntos.
| Bazas          | Picas | Tréboles | Diamantes | Corazones | No Trump |
| -------------- | ----- | -------- | --------- | --------- | -------- |
| 6 bazas        | 20    | 40       | 60        | 80        | 100      |
| 7 bazas        | 120   | 140      | 160       | 180       | 200      |
| 8 bazas        | 220   | 240      | 260       | 280       | 300      |
| 9 bazas        | 320   | 340      | 360       | 380       | 400      |
| 10 bazas       | 420   | 440      | 460       | 480       | 500      |
| Misere         | 150   | 150      | 150       | 150       | 150      |
| Misere abierta | 250   | 250      | 250       | 250       | 250      |
| Hi/Lo          | 350   | 350      | 350       | 350       | 350      |
| Doble misere   | 450   | 450      | 450       | 450       | 450      |
| Patastrophe    | 750   | 750      | 750       | 750       | 750      |
| Misere ciega   | 1000  | 1000     | 1000      | 1000      | 1000     |

### Otras variantes de puntuación
Se trata de opciones que pueden acordarse entre los jugadores al principio, o de variaciones regionales de las reglas habitualmente asumidas.
- Las ofertas de 6 bazas se consideran tintas, lo que eleva la oferta mínima a 7♠.
- Si un equipo apuesta 8♠ o menos, pero se lleva las 10 bazas, puede recibir 250 puntos;[26] lo que se conoce como slam.
- Una variante (común en Australia) consiste en exigir que un equipo gane la partida sumando al menos 500 puntos "mediante pujas ganadoras", lo que significa que cualquier equipo que supere los 500 puntos únicamente con bazas aún no ha ganado la partida; la partida continuaría hasta que un equipo gane mediante una puja ganadora.
- El juego puede jugarse eliminando los puntos de las bazas, por lo que sólo las pujas ganadoras dan puntos.
- Si dos o más equipos superan los 500 puntos en la misma mano, una variante no estándar consiste en dar la partida al que tenga la puntuación más alta.
- Un equipo cuya puntuación caiga por debajo de −500 puntos pierde la partida sólo si el otro equipo no está en negativo.
- En un juego de pujas sin restricciones, no hay limitaciones sobre qué manos se pueden pedir y cuándo, por ejemplo, sólo se permite pedir misere después de que ya se haya hecho una puja de 7. En lugar de eso, cada jugador siguiente sólo tiene que pedir misere. En su lugar, cada jugador posterior sólo tiene que ser capaz de superar la puja más alta (o pasar).
- Algunos juegos informales permiten al postor poner varias cartas a la vez cuando saben que van a ganar las bazas, pero algunas reglas[27] penalizan tales acciones con 100 puntos.
- Según las reglas suministradas con la mayoría de las barajas australianas de 500 naipes, 6♠ se puntúa con 40 puntos, 6♣ con 60 puntos, aumentando en 20 puntos cada puja de esta manera hasta 120 puntos para 6NT hasta 520 puntos para 10NT. Sin embargo, la misere abierta, también con 520 puntos, se considera la puja más alta. Además, se considera que la misere supera a una oferta de 7, pero no a una de 8.
- Dividir los colores En esta variación de puntuación la misere puja 7♠/7♣, pero no 7♦/7♥; la misere abierta puja 8♠/8♣, pero no 8♦/8♥; Hi/Lo puja 9♠/9♣, pero no 9♦/9♥; y la misere doble puja 10♠/10♣, pero no 10♦/10♥ .

## Convenios de puja
Al igual que en el bridge, en 500 existen convenciones para pujar. Se considera estándar apostar 6NT siempre que se tenga el comodín. John McLeod afirma que en Saint Paul, Minnesota, está permitido apostar sin triunfo (por ejemplo 6 sin triunfo) si se tienen cartas fuertes y no (por ejemplo 6 no) cuando se tiene el comodín o dos jotas de colores opuestos (rojo y negro) Dos jotas de colores opuestos aseguran que la pareja tendrá uno de los tres triunfos más altos independientemente del palo elegido.
Es norma abrir 6 en un palo con buen palo y 7 u 8 con mejor mano. Algunos proponen que la apertura 6 debe indicar un as o rey en el palo y que la reoferta debe indicar buen palo para jugar. Las aperturas 6♠/♣/♦/♥ pueden ser faroles para pujar una misere cuando la subasta llegue al nivel 7.
Bryce Francis, autor de un libro sobre 500, propuso un sistema de pujas muy avanzado para una versión más elaborada de 500, en el que se permitía pujar después de pasar y que el ganador subiera la puja. En su sistema, la apertura 6♠ muestra el as de picas. 6♣ muestra el as de tréboles y la falta del as de picas, etc. 6NT muestra el comodín pero la falta de ases. Las aperturas 7♠/♣/♦/♥ muestran un buen palo pero la falta de ases y del comodín. La apertura 7NT muestra una mano fuerte pero la falta de ases y del comodín (por ejemplo 4 reyes).
El respondedor también muestra ases. Para mostrar un buen palo que no se ha pujado, hay que saltarlo. Por ejemplo
6♥ - ?
6NT - comodín,
7♠ - el as de picas pero falta el comodín,
7♣ - el as de tréboles pero falta el comodín y el as de picas,
7♦ - el as de diamantes, pero falta el comodín y otros ases,
7♥ - buenos corazones pero falta el comodín y los ases,
8♠ - buenas picas pero falta el comodín y los ases, etc.
También se pueden mostrar ases después de abrir en el nivel 7.
En el sistema Francis también es posible mostrar reyes e incluso reinas y sotas. Los reyes se pueden mostrar no pidiendo triunfo en la segunda ronda de la subasta. Por ejemplo, en la siguiente subasta
| Oponente a la izquierda | Pareja | Oponente a la derecha | Jugador |
| ----------------------- | ------ | --------------------- | ------- |
| 6♥                      | 6NT    | 7♠                    | 7♣      |
| Paso                    | 7♦     | Paso                  | ?       |

7NT ahora por el respondedor muestra el rey de diamantes. Es porque los oponentes habían mostrado los ases de corazones y picas, el compañero mostró el comodín y el as de diamantes. 7NT muestra ahora el rey de diamantes y la posibilidad potencial de jugar sin triunfo con los diamantes como fuente de bazas. 8♦ mostraría buenos diamantes pero falta de ♦K. 7♥ mostraría buenos corazones, etc.

## Estrategia

### Puja
Normalmente, las pujas se hacen teniendo en cuenta que uno va a recibir cartas del kitty y que va a jugar con un compañero (excepto en una misere y misere abierta) que, con suerte, también podrá ganar un cierto número de bazas. Aunque el número de bazas que uno cree que su compañero podrá ganar variará en cada situación, uno debe pujar basándose en esa suposición y no sólo en las cartas que tiene en la mano.
Por otro lado, también es importante recordar que el compañero estará usando la misma estrategia en su puja; y por lo tanto, si el compañero puja 6♥, por ejemplo, uno no necesariamente querrá pujar 8♥ simplemente porque tiene dos cartas del palo de triunfo propuesto en su mano.
Cuando nos enfrentamos a una mano que está más o menos igualada en dos palos diferentes, es habitual pujar por el palo con mayor valor en puntos.

### Contar cartas
Cuando se juega con 45 cartas, la baraja se compone de cuatro palos con 11 cartas cada uno, y un comodín. En un contrato de palos (7♥, 8♠, etc.), el palo de triunfo tendrá 13 cartas, el palo del mismo color tendrá solo diez y los dos palos de colores opuestos seguirán teniendo 11 cartas cada uno.
Una estrategia sencilla para apostar es intentar predecir cómo se distribuirían las cartas de triunfo no contabilizadas (las que uno no tiene en la mano) entre los jugadores restantes, excluyendo el kitty, en igualdad de condiciones. En otras palabras, si uno tiene siete cartas de un palo, puede ser útil suponer que las seis cartas de triunfo restantes se distribuyen equitativamente entre los tres jugadores restantes (dos cada uno y ninguna en el kitty). De este modo, se puede tener una idea básica de cuántas veces los rivales podrán seguir el palo en cada uno de los cuatro palos.

### Descartar elkitty
Si se tiene éxito en la puja de un contrato con palo y se consigue el kitty, una estrategia básica de descarte es eliminar de la mano tantos palos que no sean triunfo como sea posible, dando así la mayor oportunidad de usar cartas del palo de triunfo. Sin embargo, descartar tantos palos como sea posible es sólo una estrategia básica, y debe cumplirse con algunas condiciones.
En primer lugar, en la mayoría de las pujas de contrato es beneficioso quedarse con un as de cualquier palo que no sea palo de triunfo, ya que en igualdad de condiciones cada jugador tendrá con alta probabilidad al menos dos cartas de cualquier palo que no sea palo de triunfo, haciendo que el as de ese palo sea una carta ganadora.
En segundo lugar, también puede ser efectivo en algunas circunstancias conservar intencionadamente el rey de un palo que no sea triunfo y una carta baja del mismo palo (por ejemplo el ♥6 y el ♥K cuando las picas son triunfo) cuando no se puede descartar ese palo por completo. La estrategia resultante es jugar primero la carta baja, suponiendo que se perderá la baza contra el jugador que tenga el as de ese palo, y después, cuando se haya recuperado el control de la mesa, se juega el rey suponiendo que será una carta ganadora.

### Leading Trump
A veces llamado flushing o bleeding trump, llevar el leading trump inmediatamente puede ser a menudo (pero no siempre) una estrategia efectiva. Esto se suele hacer en las siguientes situaciones.
En primer lugar, cuando un jugador tiene un número de bazas altas superior a la media, es posible que desee eliminar las bazas altas que le faltan. Por ejemplo, si un jugador que ha apostado 7♥ se queda con el comodín rojo y ♦J ♥AKQ4, entonces tiene cinco de las seis cartas más altas (y seis en total). Una estrategia adecuada sería empezar la partida jugando el triunfo más alto (el comodín) en un intento de forzar el juego del ♥J.
Una estrategia alternativa, pero similar, en esta situación sería jugar el ♥Q. Esta estrategia alternativa obligaría al jugador que tiene el ♥J a decidir entre jugar la J o tirar un palo de triunfo menor para perder intencionadamente contra la reina.